# Ansar al-Khilafah Brasil
Ansar al-Khilafah Brasil (Portugués:Ansar al-Khilafah, Árabe:أنصار الخلافة البرازيل) fue una célula y organización terrorista desorganizada del Estado Islámico que estuvo activa en Brasil entre 2016 y 2018.

## Historia
El grupo ganó prominencia en 2016 después de prometer su lealtad al grupo Estado Islámico y amenazar los Juegos Olímpicos de Verano de 2016 en Río de Janeiro, Brasil.  A través de Telegram, el grupo difunde propaganda del Estado Islámico en portugués, como su revista, Dabiq.
Se cree que es la primera promesa de lealtad al Estado Islámico procedente de Sudamérica.
En el mismo mes de las amenazas, 10 miembros del grupo serían detenidos.
En septiembre de 2016, 8 miembros más serían arrestados por planificar un ataque, uno de los miembros compró un AKM de Paraguay, 4 más estarían bajo investigación.
En 2018, el grupo intentó restablecerse como un grupo, pero los 11 miembros fueron arrestados después de que se filtraran mensajes de WhatsApp entre ellos a la policía brasileña.